# Mario Krüger (Politiker)

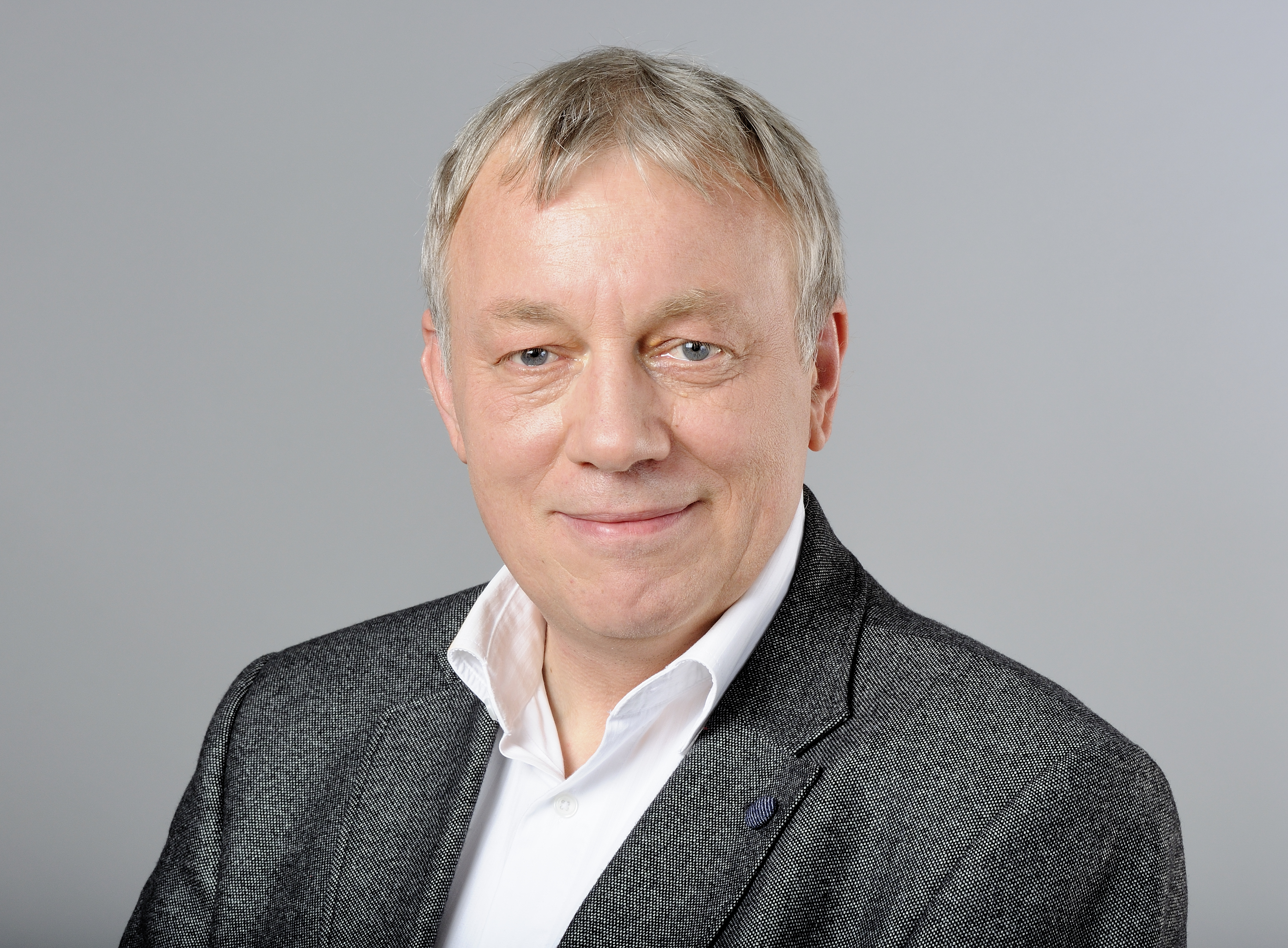
Mario Krüger (2013)

Mario Krüger (* 29. Juli 1957 in Hagen (Holstein)) ist ein Kommunal- und Landespolitiker aus Dortmund. Er ist seit 1982 Mitglied der Partei Bündnis 90/Die Grünen. Von 1984 bis 2012 gehörte er Stadtbezirksparlamenten und dem Rat der Stadt Dortmund an, die überwiegende Zeit als Fraktionssprecher. Vom 31. Mai 2012 bis zur Landtagswahl am 14. Mai 2017 (16. Wahlperiode) gehörte Mario Krüger dem Landtag von Nordrhein-Westfalen an.

## Berufliche Biografie
Mario Krüger absolvierte die Realschule und schloss 1977 eine Ausbildung zum Technischen Zeichner ab. Die Fachhochschulreife erlangte er 1978. Daran schloss sich bis 1982 ein Studium der Versorgungs- und Umwelttechnik an der Fachhochschule Köln mit Abschluss als Diplom-Ingenieur an. Bis 1997 war er Projektleiter bei verschiedenen Unternehmen und Institutionen, unter anderem in einem Ingenieur-Büro für Krankenhausbau und der Bundesknappschaft in Bochum. Aktuell ist er Abteilungs- und Niederlassungsleiter in einem Ingenieur-Büro für Krankenhausbau.

## Politische Biografie
Von 1984 bis 1989 war Mario Krüger Fraktionssprecher in der Dortmunder Bezirksvertretung Lütgendortmund; von 1989 bis 1994 Mitglied der Bezirksvertretung Huckarde. Seit 1994 hatte er ein Mandat im Rat der Stadt Dortmund inne; seit 2001 ist er dort einer von zwei Fraktionssprechern. Er gehört dem Vorstand des Bezirksverbands Ruhr von Bündnis 90/Die Grünen an und war von 2004 bis 2012 Fraktionsvorsitzender seiner Partei im Verkehrsverbund Rhein-Ruhr (VRR), wo er sich erfolgreich für ein “Sozialticket” einsetzte. Bei der Landtagswahl in Nordrhein-Westfalen 2012 errang er ein Mandat über die Landesliste seiner Partei. Hier gehörte er verschiedenen Fachausschüssen an; in den Ausschüssen für Haushaltskontrolle sowie Kommunalpolitik war er Sprecher seiner Partei. Nach einem Zerwürfnis über die Kandidatenaufstellung zur Landtagswahl 2017 trat Mario Krüger vom Kreisverband Dortmund zum Kreisverband Recklinghausen/Castrop-Rauxel über, wo er Direktkandidat zur Landtagswahl wurde, ohne aber diesmal auf der Landesliste seiner Partei abgesichert zu sein.